# Трој (Индијана)
Трој (енгл. Troy) град је у америчкој савезној држави Индијана.

## Демографија
По попису из 2010. године број становника је 385, што је 7 (-1,8%) становника мање него 2000. године.
| Група             | 2000.       | 2010.       |
| Белци             | 384 (98,0%) | 374 (97,1%) |
| Афроамериканци    | 0 (0,0%)    | 0 (0,0%)    |
| Азијати           | 0 (0,0%)    | 0 (0,0%)    |
| Хиспаноамериканци | 5 (1,3%)    | 5 (1,3%)    |
| Укупно            | 392         | 385         |